# Malcolm Muggeridge
Thomas Malcolm Muggeridge, né le 24 mars 1903 à Sanderstead (Croydon) et mort le 14 novembre 1990 à Robertsbridge (Sussex de l'Est), était un écrivain britannique. Journaliste, essayiste, il travailla pour le MI6 pendant la Seconde Guerre mondiale. Converti au christianisme à la fin des années 1960, il s'est fait connaître par ses multiples positions conservatrices, anticonformistes et très souvent polémiques. Il a fait connaître Mère Teresa par ses écrits et reportages TV, et, sous l'influence de cette dernière, s'est converti au catholicisme à la fin de sa vie.

## Biographie

### Jeunesse
Son père, H.T. Muggeridge, avait été conseiller municipal travailliste à Croydon, dans la banlieue de Londres, et brièvement député représentant la circonscription de Romford, au cours du second ministère travailliste de Ramsay MacDonald.
Malcolm Muggeridge fait ses études au Selwyn College de l'université de Cambridge, où il obtient une licence de sciences naturelles en 1924. Il part ensuite en Inde pour y être professeur, et y reste trois ans. De retour en Angleterre, en 1927, il épouse Katherine "Kitty" Dobbs, dont la mère, Rosalind Dobbs, est une sœur de Beatrice Webb. Six mois après son mariage, il part en Égypte ; il y rencontre Arthur Ransome, qui travaillait à l'époque pour le Manchester Guardian. Ce dernier le recommande à sa rédaction, et Muggeridge exerce pour la première fois le métier de journaliste.

### À Moscou
Attirés par le communisme, Muggeridge et son épouse se rendent à Moscou en 1932 ; Malcolm y est le correspondant du Manchester Guardian. Il écrit un roman, Picture Palace, qui est finalement refusé par les éditeurs ; cela place le journaliste dans une situation financière difficile, puisqu'il ne recevait pas à l'époque de salaire régulier. De plus en plus déçu par le communisme, Malcolm s'intéresse à la famine en Ukraine et part y recueillir des témoignages de première main, sans la permission des autorités soviétiques. Les rapports qu'il envoie partent par la valise diplomatique et sont publiés dans le Manchester Guardian, mais pas sous son nom,. Un autre journaliste présent en Russie, Gareth Jones, confirme à l'époque l'étendue de la famine, mais Walter Duranty, du New York Times, nie son existence.
En conflit avec la politique éditoriale de son journal, Muggeridge se tourne à nouveau vers le roman, et écrit en 1934 Winter In Moscow ; il y décrit la réalité de l'utopie socialiste, et fait une satire des journalistes occidentaux incapables de se montrer critiques à l'égard du régime stalinien. Jusqu'alors considéré comme socialiste indépendant, il se situe désormais plus à droite, tout en conservant un point de vue critique sur les problèmes sociaux.

### Deuxième séjour en Inde
Après avoir quitté Moscou, Muggeridge travaillé dans d'autres journaux, y compris « The Statesman » à Calcutta dont il a été rédacteur en chef de 1934 à 1936. Au cours de ce deuxième séjour en Inde, il vécut seul à Calcutta, ayant laissé sa femme et ses quatre enfants à Londres (ils avaient eu trois fils et une fille entre 1930 et 1936).   

### La Seconde Guerre mondiale
Lorsque la Seconde Guerre mondiale a été déclarée, Muggeridge s'est rendu à Maidstone dans l'espoir de s'engager, mais ne fut pas retenu. Il fut finalement pris au Ministère britannique de l'Information, qu'il appelait « une organisation des plus épouvantables », puis il put entrer dans l'armée comme simple soldat. Il fut affecté à la police militaire, puis, en mai 1940, au General Service Corps (en). En juin 1942, il passa au "Corps du renseignement" britannique avec le grade de lieutenant après avoir passé deux ans en tant qu'officier de renseignement régimentaire en Angleterre. Le MI6 l'envoya à Lourenço Marques sous la couverture d'une fonction fictive de vice-consul (appelé Correspondant spécial par les services de renseignement).
Sa mission était d'empêcher les convois alliés circulant au large des côtes d'Afrique de l'Ouest de tomber aux mains de l'ennemi. Il a écrit plus tard qu'il avait fait une tentative de suicide à cette époque. Après l'occupation de l'Afrique du Nord par les Alliés, il a été affecté à Alger comme agent de liaison avec la sécurité militaire française. En cette qualité, il fut envoyé à Paris au moment de la libération de Paris pour travailler aux côtés des Forces françaises libres de Charles de Gaulle. Il avait une grande considération pour de Gaulle et le considérait comme supérieur à Churchill. Il avait été prévenu de s'attendre à un sentiment anti-britannique à Paris en raison de l'attaque sur Mers el-Kébir. En réalité, non seulement il ne rencontra pas un tel sentiment, mais encore il fut invité à dîner au Maxim's. Il fut chargé d'enquêter sur les 5 émissions de radio réalisées par P.G. Wodehouse depuis Berlin pendant la guerre. Bien qu'il n'ait pas été particulièrement bien disposé à l'égard de Wodehouse, leur rencontre marqua le début d'une longue relation d'amitié et de collaboration éditoriale. C'est aussi pendant cette période à Paris qu'il a interviewé Coco Chanel sur la nature de son implication avec les nazis à Vichy sous l'occupation. Malcolm Muggeridge quitta l'armée à la fin de la guerre avec le grade de commandant, après avoir reçu la Croix de guerre 1939-1945 des mains du gouvernement français pour des raisons non divulguées.

### L'après-guerre
Après la guerre, Malcolm Muggeridge a écrit pour l'Evening Standard et le Daily Telegraph. Il a été rédacteur en chef du magazine Punch de 1953 à 1957, un poste difficile pour quelqu'un qui prétendait n'avoir aucun sens de l'humour. En 1957, il suscita la réprobation publique pour sa critique de la monarchie britannique parue dans le magazine américain, The Saturday Evening Post. Titré « L'Angleterre a-t-elle vraiment besoin d'une reine? », sa publication en avait été retardée de cinq mois pour coïncider avec une visite d'État de la reine Élisabeth II à Washington. Alors que l'article ne faisait que recycler des idées déjà exprimées dans un article de 1955 titré "Royal Soap Opera", l'opportunité de cette parution en pleine visite officielle a provoqué une véritable tempête médiatique en Grande-Bretagne. Il fut brièvement mis à pied par la BBC et un contrat avec les journaux de Beaverbrook fut annulé. Sa notoriété lui a alors permis de devenir un journaliste de radio mieux connu, avec une réputation d'interviewer tenace.
À partir du début des années 1960, il est devenu végétarien afin d'être « libre de dénoncer les horreurs de l'élevage intensif où les animaux sont élevés pour être mangés ».
Il s'est aussi mis à dénoncer fréquemment à la radio et à la télévision la nouvelle permissivité de la culture des années 1960 (Swinging London), notamment la liberté sexuelle qu'il appelait « la culture des pilules et de l'herbe » (pot and pills, la contraception et le cannabis). Il était aussi très méprisant envers les Beatles.
Son livre « Marche doucement car tu marches sur mes blagues » (1966), bien que d'un ton ironique et acerbe, a révélé la vision sérieuse de la vie de Muggeridge. Le titre est une allusion à la dernière ligne du poème Aedh Wishes for the Cloths of Heaven par William Butler Yeats : « Marche doucement car tu marches sur mes rêves ». En 1967 et en 1970, il a prêché à l'église St Mary the Great, à Cambridge.

### Conversion au christianisme
Agnostique pendant la plus grande partie de sa vie, Malcolm Muggeridge est devenu chrétien pendant les années 1960, publiant en 1969 une série d'essais, d'articles et de sermons sur la foi intitulée « Jésus redécouvert » qui devint un best-seller. Un travail plus important suivit en 1976, « Jésus: l'homme qui vit », où Muggeridge décrivait l'évangile avec ses propres mots. Dans A Third Testament (Un Troisième Testament), il fait le portrait de six penseurs spirituels qui ont influencé sa vie, qu'il appelle "Les Espions de Dieu" : Augustin d'Hippone, William Blake, Blaise Pascal, Léon Tolstoï, Dietrich Bonhoeffer et Søren Kierkegaard. Dans cette période, il a également produit plusieurs documentaires religieux pour la BBC, dont "sur les pas de saint Paul" (In the Footsteps of St. Paul).
Ayant été élu recteur de l'Université d'Édimbourg, Muggeridge fut poussé par la rédactrice en chef du journal The Student, Anna Coote, à soutenir l'appel à mettre à dispositions des pilules contraceptives au Centre de santé universitaire. En janvier 1968, il a profité d'un sermon à cathédrale Saint-Gilles pour démissionner de son poste en protestation contre les opinions du Conseil représentatif étudiant (Student Representative Council) sur « la culture des pilules et de l'herbe ». Ce sermon a été publié sous le titre "Another King".

### Dernières années
En 1982, âgé de 79 ans, il a été reçu dans l'Église catholique avec sa femme Kitty. Ce fut en grande partie sous l'influence de mère Teresa, qu'il avait rencontrée à Calcutta et qu'il avait largement contribué à faire connaître en dehors de l'Inde. Le dernier livre de Malcolm Muggeridge,  Conversion  (1988) décrit sa vie comme un pèlerinage au cœur du XXe siècle.

## Engagement et controverses
Malcolm Muggeridge a été l'un des premiers admirateurs de Mère Teresa. Son documentaire Something Beautiful for God ("Quelque chose de beau pour Dieu"), diffusé en 1969 sur la BBC, et son livre publié en 1971 ont beaucoup fait pour la notoriété internationale de Mère Teresa.
Il a écrit deux volumes d'une autobiographie intitulée Chronicles of Wasted Time, titre emprunté au sonnet de Shakespeare n°106. Le troisième volume de cette autobiographie, couvrant la période d'après-guerre, est resté inachevé.
En 1971, Muggeridge a été l'un des leaders de ce qui se présentait comme une « campagne anti-permissivité » Nationwide Festival of Light (en), protestant avec vigueur contre l'exploitation commerciale du sexe et de la violence en Grande-Bretagne et préconisant l'enseignement du Christ comme clé pour retrouver une « stabilité morale » dans la nation. Il déclarait à l'époque : « Les médias d'aujourd'hui - la presse, la télévision et la radio - sont en grande partie entre ceux qui favorisent le glissement dans la décadence et la parodie. »
Le comportement prédateur envers les femmes de Malcolm Muggeridge pendant ses années à la BBC a été porté à l'attention du public par un reportage en 1984, puis à nouveau en 2015 dans un livre consacré à l'histoire récente de la BBC. Il est décrit comme un "tripoteur compulsif" et un "peloteur bondissant". Toutefois, alors que certains articles de presse font un rapprochement ironique avec sa foi catholique et ses prises de position publiques en matière de sexualité, sa nièce, tout en confirmant les faits et les souffrances infligées à sa famille de ce fait, fait observer qu'il a totalement changé de comportement lors de sa conversion au christianisme dans les années 1960. On doit donc envisager qu'il y ait eu deux époques distinctes dans la vie de Muggeridge à ce sujet, bien que l'ouvrage cité concerne les années 1974-1987.

## Postérité
Une société littéraire Malcolm Muggeridge a été créée le 24 mars 2003, à l'occasion de son centenaire ; elle publie un bulletin d'information trimestriel, "The Gargoyle". Cette association basée en Grande-Bretagne republie progressivement ses œuvres. Les papiers de Muggeridge sont dans les collections spéciales à  Wheaton College, Illinois.
En novembre 2008, à l'occasion du 75e anniversaire de la famine en Ukraine, Gareth Jones et Malcolm Muggeridge ont reçu à titre posthume l'Ordre de la liberté ukrainien pour marquer leurs services exceptionnels au pays et à son peuple, ayant été parmi les seuls journalistes à dénoncer la famine organisée par Staline, aujourd'hui reconnue comme un crime contre l'humanité par le Parlement européen tandis que d'autres media propageaient largement la propagande soviétique de simples "difficultés mineures" ne remettant pas en cause le succès général du Plan quinquennal.

## Œuvres

### Romans et essais
- Three flats: a play in three acts, (1931)
- Winter in Moscow, (1934)
- The Earnest Atheist. A study of Samuel Butler, London : Eyre & Spottiswoode, (1936)
- The Thirties, 1930-1940, in Great Britain, (1940, 1989)  (ISBN 0-297-79570-8)
- Affairs of the heart (1949)
- Tread softly for you tread on my jokes, (1966)
- Jesus Rediscovered, (1969)  (ISBN 0-00-621939-X)
- Jesus: The Man Who Lives, (1976)  (ISBN 0-00-211388-0)
- Conversion: The Spiritual Journey of a Twentieth Century Pilgrim, (1988,2005)  (ISBN 1-59752-101-9)
- Something Beautiful for God, (1971)  (ISBN 0-00-215769-1)
- In a valley of this restless mind, (1978)  (ISBN 0-00-216337-3)
- A Third Testament: A Modern Pilgrim Explores the Spiritual Wanderings of Augustine, Blake, Pascal, Tolstoy, Bonhoeffer, Kierkegaard, and Dostoevsky, (1976, 2002)  (ISBN 0-87486-921-8)
- Christ and the Media, (1977)  (ISBN 0-340-22438-X)
- Chronicles of Wasted Time: An Autobiography, (1972,2006)  (ISBN 1-57383-376-2)
- The End of Christendom, (1980)  (ISBN 0-8028-1837-4)
- Jesus, the man who lives, (1975)  (ISBN 0-00-211388-0)
- Like it was: The diaries of Malcolm Muggeridge, (1981)  (ISBN 0-00-216468-X)
- Picture Palace, (1934, 1987)  (ISBN 0-297-79039-0)
- Paul, envoy extraordinary, (1972) avec Alec Vidler,  (ISBN 0-00-215644-X)

### Sermons
- Ultimate concern. 'Am I a Christian?', etc., Cambridge, (1967)
- Living water, Aberdeen, (1968),  (ISBN 0-7152-0016-X)
- Still I believe: nine talks broadcast during Lent and Holy Week, (1969),  (ISBN 0-563-08552-5)
- Light in our darkness, Edinburgh, (1969),  (ISBN 0-7152-0069-0)
- Fundamental questions : what is life about?, Cambridge, (1970)

### Pièce de théâtre
- Sentenced to Life : A Parable in 3 Acts (en collaboration avec Alan Thornhill)